# Bihde
Bihde (ou Bīhdē) est une ville du sud de l'Érythrée située dans la région du Debub-Keih-Bahri, dans le district du Denkalya méridional. La ville se trouve à quatre kilomètres à l'ouest de Beylul.